# Al-Ghizlanijja
Al-Ghizlanijja (arab. الغزلانية) – miasto w Syrii, w muhafazie Damaszek. W 2004 roku liczyło 10 473 mieszkańców.